# Phanerophlebia macrosora
Phanerophlebia macrosora là một loài thực vật có mạch trong họ Dryopteridaceae. Loài này được (Baker) Underw. miêu tả khoa học đầu tiên năm 1899.